# Pella Kågerman
Pella Eva Kristina Kågerman (23 de diciembre de 1982) es una directora de cine y guionista sueca, realizadora de cortometrajes y largometrajes. Aniara, su primer largometraje codirigido con Hugo Lilja, fue premiado con el Premio del Jurado del Festival Internacional de Cine Fantástico Gérardmer 2019, y el Premio Guldbagge al mejor director 2020 del Instituto Sueco del Cine. Desde 2009 realizó varios cortometrajes, guiones, edición y producción en diferentes trabajos de su autoría.

## Biografía
Pella Kågerman egresó del Kungliga Konsthögskolan (Real Instituto de Arte) de Estocolmo en 2014. Además complementó sus estudios cinematográficos en el Dramatiska Institutet (actualmente la Academia de Arte Dramático de Estocolmo).
Escribió y realizó varios cortometrajes entre 2009 y 2014. A partir de 2009 comienza a compartir sus trabajos con Hugo Lilja.
Participó en Dirty Diaries como una de las doce directoras en el proyecto de cine porno feminista de la cineasta Mia Engberg en 2009.
En 2010 presentó Volcano Dreams, un film experimental de arte poético y onírico sobre una historia ocurrida durante la erupción del volcán Eyjafjattnajökull en Islandia en 2010, que se mostró en el festival de documentales Tempo realizado en Suecia. En ese mismo año, junto con Hugo Lilja dirigieron En dag på landet que ganó el premio al mejor cortometraje en el Mix Copenhagen LGBTQ+ Film Festival, el festival más grande de Escandinavia con temas sobre lesbianismo, gays, bisexualidad, transgénero y queer. 
En 2010, el cortometraje de enfoque filosófico cuyos protagonistas son zombis The Unliving (Återfödelsen), corealizado con Hugo Lilja como proyecto de tesis, obtuvo varios premios en los festivales internacionales de Berlín (EFA Short Film Nominee Award Berlin), Chicago (Silver Hugo for Best Narrative Short), Estocolmo (1 km film scholarship), Brest (Prix du jury presse, Mention spéciale) y Clermont-Ferrand (Canal+ Award).
Aniara fue su primer largometraje, codirigido con Hugo Lilja en 2018. Es una adaptación del poema épico del premio Nobel de Literatura de 1974, Harry Martinson, que se compone por un ciclo de 103 poemas sobre el viaje de una nave espacial gigantesca con 8000 humanos a bordo, que escapan de una Tierra destruida por una explosión nuclear y que queda eternamente perdida en el espacio. La idea del guion de esta realización surge de una experiencia personal de la directora durante la hospitalización de su abuela por un derrame cerebral, donde la lectura en voz alta de este clásico sueco acompañó su mejoramiento.
La narración de su ópera prima Aniara fue analizada por varios críticos como una fábula de «ciencia ficción existencial». La directora la define en imágenes de "ciencia ficción no establecida" y también como «una película espacial ambientada en una realidad alternativa que se parece a la de hoy». Parte de la filmación se llevó a cabo en centros comerciales y en los estudios Coastal en Fårö, en la isla de Gotland.
Se exhibió en primer lugar en el Festival Internacional de cine de Toronto de 2018, y luego en diversos festivales internacionales, entre los países de habla hispana: Sitges, Uruguay, y el BAFICI. Obtuvo numerosos premios durante su presentación en los diversos festivales internacionales. Además se encuentra entre los 10 films de las mujeres pioneras en el cine que fueron escogidos para La selección de películas suecas 2020 del Instituto Sueco junto con el Instituto de Cine Sueco, consistente en una variedad de películas suecas que las embajadas y consulados de Suecia utilizan para construir eventos públicos en todo el mundo.
Sus películas abordan temáticas existenciales y sociales, donde puntualiza sobre los descarríos consumistas de la sociedad moderna.
Asimismo pone en escena las relaciones humanas, la sexualidad y diversos personajes queer.
Admira el trabajo de las directoras de cine Catherine Breillat, Kathryn Bigelow y Claire Denis, y de la escritora Joan Didion.
Vive en Estocolmo con Hugo Lilja y el hijo de ambos.

## Filmografía

### Dirección

#### Largometrajes
- Aniara (2019)

#### Cortometrajes
- Stormaktstiden (2014)

- Supportern (2011)

- Sexy Times (2010)
- En dag på landet (2010)
- Volcano Dreams (2010)

- Body Contact (2009)

- Dirty Diaries (2009)

### Guion
- Aniara (2019)

- Supportern (2011)

- Sexy Times (2010)

- Återfödelsen (2010)

### Producción
- Stormaktstiden (2014)

### Producción asociada
- Aniara (2019)

### Edición
- Aniara (2019)

- Stormaktstiden (2014)

### Asesoramiento
- Återfödelsen (2010)

## Premios y nominaciones
| Trabajo      | Año  | Premio | Resultado |
| ------------ | ---- | --- | --------- |
| Aniara       | 2018 | Festival Europeo de Les Arcs. Mención especial del jurado joven                                                             | Ganadora  |
| Aniara       | 2018 | Festival Europeo de Les Arcs. Mención especial de la prensa                                                                 | Ganadora  |
| Aniara       | 2018 | Festival Europeo de Les Arcs. Premio Cineuropa                                                                              | Ganadora  |
| Aniara       | 2018 | Festival Europeo de Les Arcs. Flecha de cristal.                                                                            | Nominada  |
| Aniara       | 2019 | Festival de ciencia ficción de Trieste. Premio Asteroid al mejor largometraje de ciencia ficción                            | Ganadora  |
| Aniara       | 2019 | Festival Internacional de Cine Fantástico Gérardmer. Premio del jurado                                                      | Ganadora  |
| Aniara       | 2019 | The European Film Awards. European Discovery                                                                                | Nominada  |
| Aniara       | 2019 | Festival de cine de Jerusalén. Premio Fipresci 2019 Ópera prima                                                             | Nominada  |
| Aniara       | 2019 | Festival cinematográfico internacional del Uruguay. Competencia de largometrajes internacionales. Mejor dirección:ex-aequo. | Nominada  |
| Aniara       | 2019 | Festival internacional de cine de Uruguay. Competición internacional                                                        | Nominada  |
| Aniara       | 2019 | Festival de cine de Gotemburgo. Mejor película nórdica                                                                      | Nominada  |
| Aniara       | 2019 | BAFICI. Competición Internacional                                                                                           | Nominada  |
| Aniara       | 2020 | Premio Guldbagge al mejor director (Pelle Kågerman y Hugo Lilja)                                                            | Ganadora  |
| The Unliving | 2011 | Festival Internacional de Cine de Berlín. Premio del mejor cortometraje europeo.                                            | Ganadora  |
| The Unliving | 2011 | Festival europeo de cortometrajes de Brest. Premio del jurado de prensa. Mención especial.                                  | Ganadora  |
| The Unliving | 2011 | Festival Internacional de Cine de Chicago. Hugo de Plata.                                                                   | Ganadora  |